# Alturas, Florida
Alturas är en så kallad census-designated place i Polk County i Florida. Vid 2010 års folkräkning hade Alturas 4 185 invånare.